# Bayerischer Yacht-Club
Der Bayerische Yacht-Club e. V. (BYC) ist ein Segelverein mit Sitz in Starnberg am Starnberger See. Der Club wurde 1888 gegründet und zählt zu den führenden Segelvereinen des Landes. Er hat eine lange Geschichte im Regattasport und der Förderung des Segelnachwuchses.

## Geschichte

### Gründung und frühe Jahre (1888–1918)
Der Bayerische Yacht-Club wurde am 18. August 1888 unter dem Namen Segler-Verein Würmsee gegründet. Die Initiative zur Gründung ging von einer Gruppe segelbegeisterter Münchner Bürger aus, darunter Edgar Hanfstaengl, Hugo Kustermann und Gustav Adolf van Hees. Bereits am Gründungstag hatte der Verein 28 Mitglieder.
Im Januar 1889 konnte der junge Verein die große königliche Bootshütte in Starnberg anmieten, heute als Bucentaur-Stadel bekannt. Kurz darauf übernahm S.K.H. Prinz Ludwig von Bayern das Protektorat über den Club.
Der Club förderte aktiv den Segelsport auf dem Starnberger See und veranstaltete bereits in den Anfangsjahren erste Regatten. 1885 fand eine historische Regatta am See statt. Neben der sportlichen Entwicklung war der BYC auch ein gesellschaftlicher Treffpunkt für die Münchner Oberschicht.

### Zwischenkriegszeit und Wiederaufbau (1918–1949)
Nach dem Ersten Weltkrieg waren die wirtschaftlichen Rahmenbedingungen schwierig, doch der BYC hielt den Segelsport aufrecht. In den 1920er-Jahren wurde die Jugendabteilung gegründet und die Infrastruktur des Clubs weiter ausgebaut. Während der NS-Zeit wurde der Verein gleichgeschaltet und der Name in Bayerischer Yacht-Club geändert. Nach dem Zweiten Weltkrieg wurde der Club 1949 wiedergegründet.
In den frühen Nachkriegsjahren herrschten erhebliche Herausforderungen für den Segelsport, da viele Boote zerstört oder beschlagnahmt worden waren. Dennoch begann der Club rasch mit dem Wiederaufbau, organisierte Regatten und legte den Fokus auf die Nachwuchsförderung.

### Moderne Entwicklungen (seit 1950)
In den 1950er- und 1960er-Jahren etablierte sich der BYC als Hochburg des Segelsports in Deutschland. Zahlreiche Mitglieder nahmen an internationalen Wettbewerben teil, darunter Olympische Spiele und Weltmeisterschaften. 1956 war der BYC Gastgeber der FD-Weltmeisterschaft (Flying Dutchman).
In den 1980er- und 1990er-Jahren wurden zahlreiche Modernisierungen durchgeführt, um den Club zukunftsfähig zu machen. Neben dem Ausbau der Jugendarbeit stand die Förderung des professionellen Regattasegelns im Fokus.
2003 begann der Neubau des Club-Casinos, das 2004 fertiggestellt wurde und seitdem als Mittelpunkt des Vereinslebens dient. 2004 war der BYC Gründungsmitglied des Deutschen Challenger Yacht Club, der eine deutsche Segelkampagne zum 33. America’s Cup unterstützte.
Nach der Grundsteinlegung im Jahr 2022 wurde 2023 ein weiteres zentrales Gebäude auf dem Clubgelände fertiggestellt, die so genannte Seeseitn. Diese vereint eine Seglerbar, Clubräume und einen Jugendraum.
Der BYC ist ein aktiver Bestandteil der regionalen Segelgemeinschaft. Der Club setzt sich vor allem für die Förderung junger Segler ein. Dazu wurde 2024 der ehemalige Weltmeister in der 470er-Bootsklasse Philipp Autenrieth als Leiter für Leistungssport und Talententwicklung eingestellt.

## Regatten und sportliche Erfolge
Der BYC richtet regelmäßig hochrangige Segelwettbewerbe aus. Dazu zählen unter anderem:
- Der Goldpokal der Traditionsklassen – seit 1890 ausgetragen, älteste süddeutsche Segeltrophäe
- Internationale Deutsche Meisterschaften in verschiedenen Bootsklassen
  - 1999: IDM 470er
  - 2000: IDM H-Boote
  - 2005: IDM Drachen
  - 2019: IDM 49er
  - 2024: IDM Melges 24[11]
  - 2025: IDJM Optimisten
- Jugendregatten und Förderprogramme für junge Segler
- Teilnahme an der Segel-Bundesliga
- Ausrichtung von Trainingscamps für Leistungssportler
- Regatten für traditionelle Holzboote zur Wahrung der Segelgeschichte

Der Club organisiert nicht nur hochkarätige Wettkämpfe, sondern setzt sich auch für die Inklusion im Segelsport ein. Spezielle Programme für Menschen mit Behinderung sowie integrative Segelprojekte sind seit 2024 feste Bestandteile des BYC.

### Erfolgreiche Segler im BYC
Bekannte Segler aus dem BYC sind unter anderem:
- Jochen Schümann, mehrfacher Olympiasieger und Weltmeister in der Soling
- Paulina Rothlauf, Jugendeuropameisterin im Optimist 2008 und 2009[12]
- Julian Autenrieth, Jugendweltmeister Optimist 2006
- Michael Fellmann, Olympiateilnehmer Finn 2000 und 2004
- Sybille Merk, Olympiateilnehmerin Europe 1996
- Adrian Hoesch, Bronzemedaille bei der Jugend-EM 2013 im 420er
- Wolfgang Rappel, Welt- und Europameister im Drachen
- Ingo Ehrlicher, mehrfacher Finalteilnehmer des BMW Sailing Cup, Deutscher und Italienischer Meister sowie Österreichischer Vizemeister im Drachen
- Anton Huber, Olympiateilnehmer 1928 in der 6-Meter-Klasse
- Heinrich Prinz von Bayern, Europameister 2021 im 18-foot Skiff[13]
- Philipp Autenrieth, Weltmeister 2022 im 470er-Mixed[14]

## Infrastruktur
Der Club verfügt über eine moderne Segel-Infrastruktur, darunter:
- Die Bucentaur-Halle (historische Bootshalle von 1803)
- Eigener Yachthafen mit Liegeplätzen
- Könighaus
- Neues Club-Casino (2004 fertiggestellt)
- Seeseitn[9] (2023 fertiggestellt)